# 술피안 칸
술피안 칸(러시아어: Суфиян-хан, 1522년 사망)은 우즈베크족의 4번째 통치자이자 1519년부터 1522년까지 화레즘의 히바 칸국을 다스린 칸이다.

## 집권
술피안 칸은 아미넥 칸의 자식이었을 뿐 아니라 우즈베크 칸의 야자르 칸의 후손이기도 했다. 그는 1519년 하산 쿨리 칸이 사망한 이후 히바 칸국의 칸이 되었다. 그는 1522년까지 히바 칸국을 지배했다. 그의 통치 기간 동안 투르크멘족을 정복하고 존경을 표하기 시작했다.
1522년 그가 사망한 이후 히바 칸국은 부주가 칸이 다스리게 되었다.

## 참고 문헌
- (러시아어) Гулямов Я.Г., История орошения Хорезма с древнейших времен до наших дней. Ташкент. 1957
- (러시아어) История Узбекистана. Т.3. Т.,1993.
- (러시아어) История Узбекистана в источниках. Составитель Б.В. Лунин. Ташкент, 1990
- (러시아어) История Хорезма. Под редакцией И.М.Муминова. Ташкент, 1976

| 전임 하산 쿨리 칸 | 제4대 히바 칸국의 칸 1519년 ~ 1522년 | 후임 부주가 칸 |